# イオンモール姫路リバーシティー
イオンモール姫路リバーシティー（イオンモールひめじリバーシティー）は、兵庫県姫路市飾磨区細江にあるショッピングセンターである。

## 概要
敷島紡績（現・シキボウ）姫路工場跡地に「飾磨地区・地域創生総合都市開発事業」の中核事業として民間主導で開発され、1993年（平成5年）に「姫路リバーシティショッピングセンター」（ひめじリバーシティショッピングセンター）として開業した。当時は近畿で最大級の商業施設であった。

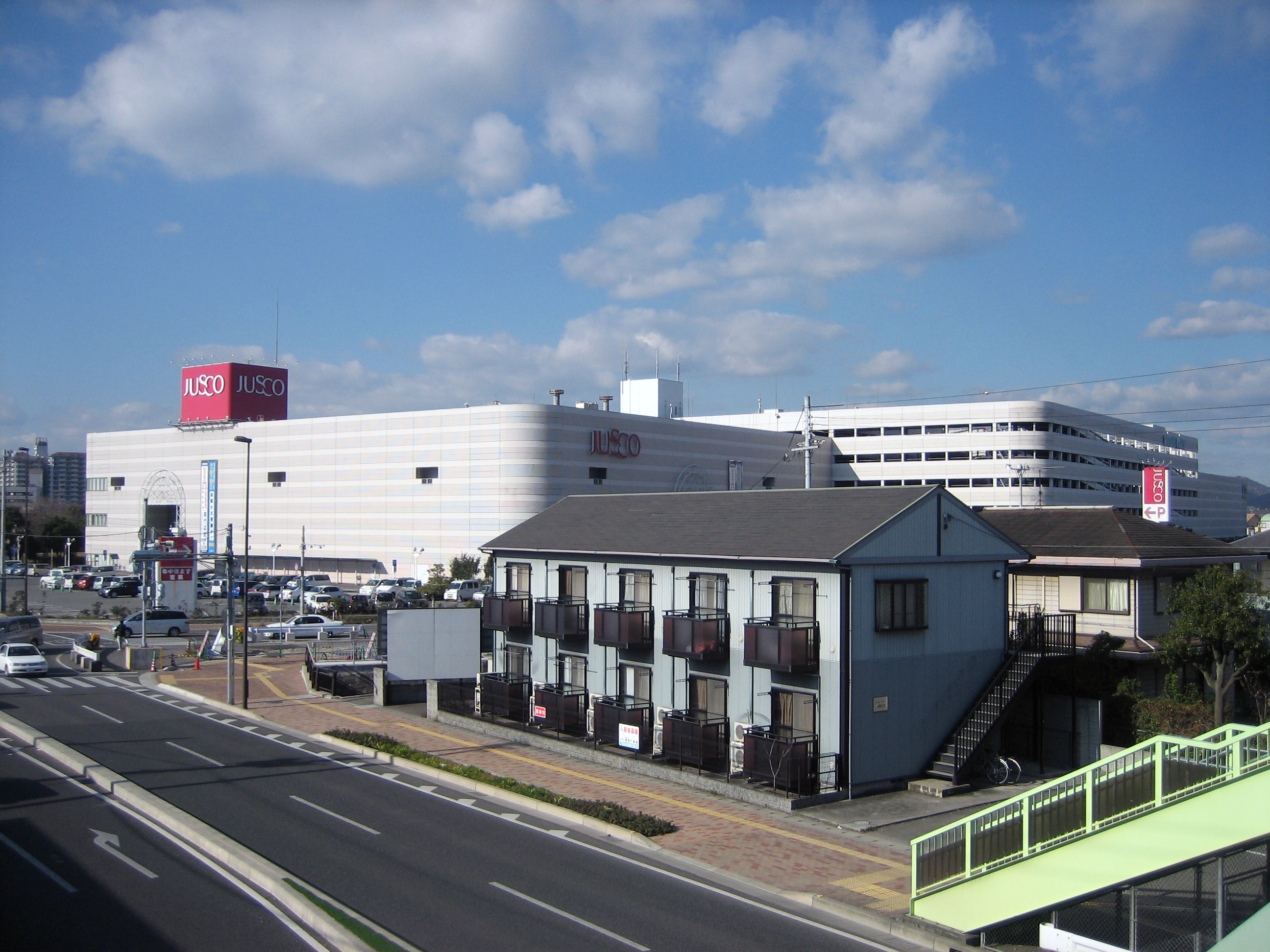
姫路リバーシティショッピングセンター時代の外観（2008年12月）

開業時の核店舗は「ジャスコ姫路リバーシティー店」であったが、2011年（平成23年）3月1日にイオングループの総合スーパーをイオンに店名統一することに伴って「イオン姫路リバーシティー店」に改称した。
当施設の名称も、「イオン姫路リバーシティーショッピングセンター」を経て2011年（平成23年）から進められたイオンの大型ショッピングセンターの名称の「イオンモール」への統一に伴い、同年11月21日よりショッピングセンターの名称も「イオンモール姫路リバーシティー」に変更された。
また、2013年（平成25年）11月からイオンリテールの運営していた大型ショッピングセンターをイオンモールの運営に委託することになったことに伴って同社の管理運営に移行している。
姫路市内には2018年（平成30年）12月1日に「ゆめタウン姫路」、2018年（平成30年）2月16日に「MEGAドン・キホーテ姫路広畑店」、2004年（平成16年）12月3日に「イオンモール姫路大津」と競合店の開業が相次いでいる。

## 主なテナント
核店舗のイオン（旧・ジャスコ）姫路リバーシティー店のほか、専門店テナント約130店舗が出店する。
出店テナント全店の一覧・詳細情報は公式サイト「ショップリスト」を、営業時間およびATMを設置する金融機関の詳細は公式サイト「営業時間のお知らせ」を参照。

## アクセス

### 鉄道
- 飾磨駅（山陽電車）から約700m。徒歩で約10分。

### 路線バス
- 神姫バス94系統「恵美酒神社前」停留所下車。

### 道路
- 国道250号・国道436号 末広橋交差点の北側。
- 兵庫県道62号姫路港線 宮堀橋交差点を西へすぐ。